# Pratulin (gromada)
Pratulin (1954 – planowana lecz niezrealizowna nazwa: Bohukały; od 1 I 1969 formalnie Bohukały) – dawna gromada, czyli najmniejsza jednostka podziału terytorialnego Polskiej Rzeczypospolitej Ludowej w latach 1954–1972.
Gromady, z gromadzkimi radami narodowymi (GRN) jako organami władzy najniższego stopnia na wsi, funkcjonowały od reformy reorganizującej administrację wiejską przeprowadzonej jesienią 1954 do momentu ich zniesienia z dniem 1 stycznia 1973, tym samym wypierając organizację gminną w latach 1954–1972.
Gromadę Pratulin z siedzibą GRN w Pratulinie utworzono – jako jedną z 8759 gromad na obszarze Polski – w powiecie bialskim w woj. lubelskim na mocy uchwały nr 5 WRN w Lublinie z dnia 5 października 1954. W skład jednostki weszły obszary dotychczasowych gromad Bohukały, Pratulin, Łęgi, Krzyczew, Mokrany Nowe i Zaczopki ze zniesionej gminy Bohukały w tymże powiecie. Dla gromady (zapisano jako gromada Bohukały z siedzibą w Bohukałach) ustalono 22 członków gromadzkiej rady narodowej.
1 stycznia 1960 z gromady Pratulin wyłączono kolonię Krzyczew "B" (dawny dwór) o powierzchni 31,70 ha, włączając jej obszar do gromady Berezówka w tymże powiecie.
1 stycznia 1962 do gromady Pratulin włączono wieś Derło ze zniesionej gromady Błonie w tymże powiecie.
1 stycznia 1969 do gromady Pratulin włączono wsie Berezówka, Kołyczyn Wieś, Kołczyn Kolonia, Stare Mokrany, Neple i Starzynka ze zniesionej gromady Berezówka w tymże powiecie, po czym gromadę Pratulin zniesiono przez przeniesienie siedziby GRN z Pratulina do Bohukałów i zmianę nazwy jednostki na gromada Bohukały.